# Luigi Perna
Luigi Perna (Avellino, 12 ottobre 1921 – Roma, 10 settembre 1943) è stato un partigiano italiano, medaglia d'oro al valor militare alla memoria.

## Biografia
Sottotenente di fanteria, fu sorpreso dall'armistizio mentre comandava il plotone esploratori del 1º Battaglione del 1º Reggimento "Granatieri di Sardegna" di stanza a Roma. Quando le truppe tedesche mossero all'occupazione della Capitale, Perna fu, con una parte dei suoi uomini, tra i più valorosi difensori della città, distinguendosi negli scontri al ponte della Magliana, all'EUR e nel quartiere della Montagnola, dove venne colpito a morte. Nel 1946 la laurea ad honorem è stata conferita alla memoria dello studente dall'Università La Sapienza di Roma